# نبرد تیانمنلینگ
نبرد تیانمنلینگ یا نبرد کوه چونمون-ریونگ(کره‌ای: 천문령 전투; هانجا: 天門嶺之戰) یکی از نبردهای سرنوشت‌ساز در تاریخ شرق آسیا به شمار می‌رود که میان دائه جویونگ ژنرال گوگوریو، که بعدا بنیانگذار پادشاهی بالهه شد و لی کایگو، یک فرمانده خیتان از سلسله چینی تانگ و سلسله وو ژو، انجام گشت.این رویارویی نظامی در سال ۶۹۸ میلادی در تیانمنلینگ رخ داد.

## پیش زمینه
امپراتوری گوگوریو در سال ۶۶۸ میلادی در پی حملات مشترک امپراتوری تانگ و نیروهای شیلا سقوط کرد. پس از این شکست، بسیاری از مردم گوگوریو، از جمله ته جویونگ و پدرش ته‌جونگ-سانگ(که با نام گئولگئول جونگ‌سانگ نیز شناخته می‌شود)، به اجبار به استان یینگژو در قلمرو تانگ منتقل شدند. این جابجایی اجباری، یک اقدام استراتژیک از سوی تانگ برای کنترل قلمروهای سابق گوگوریو و ادغام جمعیت آن بود.

## روایت نبرد
پس از مرگ ته جونگ-سانگ بر اثر بیماری و گولسا بیو که توسط نیروهای لی کایگو کشته شد ته جویونگ فرماندهی کامل را بر عهده گرفت و با موفقیت مردم باقی‌مانده گوگوریو و قبایل موهه را در یک نیروی متحد ادغام کرد. لی کایگو، با رهبری ارتش وو ژو که ۲۰۰,۰۰۰ نفر گزارش شده بود، تعقیب بی‌امان نیروهای ته جویونگ را ادامه داد و آن‌ها را به سمت گذرگاه استراتژیک تیانمنلینگ و از آنجا به عقب راند.
نیروهای ته جویونگ مستقیماً با ارتش لی کایگو در تیانمنلینگ روبرو شدند. یک عنصر تاکتیکی حیاتی در پیروزی ته جویونگ، به کارگیری استراتژی کمین بود که توسط برخی منابع کره‌ای به عنوان وقوع در جاده یینگژو که یک مسیر کلیدی بود، ذکر شده است.
ضدحمله ماهرانه ته جویونگ منجر به شکست قاطع ارتش لی کایگو شد. خود لی کایگو به سختی توانست جان سالم به در ببرد، در حالی که بقیه ارتش او به شدت شکست خورد یا طبق منابع کره‌ای، تقریباً نابود شد.

## نتیجه نبرد
نبرد تیانمنلینگ به پیروزی قاطع نیروهای گوگوریو-موهه به رهبری ته جویونگ انجامید. این پیروزی از اهمیت بالایی برخوردار بود، زیرا ته جویونگ را قادر ساخت تا پادشاهی مستقل خود را تأسیس کند. این نبرد مشروعیت نظامی و یک پایگاه سرزمینی امن را فراهم کرد که به ته جویونگ اجازه داد از یک رهبر نظامی به یک پادشاه به رسمیت شناخته شده تبدیل شود. این موفقیت مستقیماً به تأسیس رسمی بالهه منجر شد و گروهی پراکنده از پناهندگان و عناصر قبیله‌ای را به یک قدرت منطقه‌ای نوظهور تبدیل کرد.   
در سال ۶۹۸ میلادی، دائه جو-یونگ خود را پادشاه جین اعلام کرد. او پایتخت خود را در کوه دونگمو، واقع در بخش جنوبی استان جیلین امروزی، تأسیس کرد. این رویداد، تأسیس رسمی بالهه را رقم زد، دولتی جانشین گوگوریو که برای بیش از دو قرن نقش مهمی در تاریخ شمال شرق آسیا ایفا کرد.

## پیوندهای خارجی
- (به کره‌ای) 대조영과 이해고의 숙명을 건 천문령 전투, 부산일보
- HISTORICAL DEVELOPMENT OF THE PRE-DYNASTIC KHITAN